# 2000. március 10-i konzisztórium
A 2000. március 10-i konzisztóriumot II. János Pál pápa hívta össze. Ezen a konzisztóriumon 6 boldog szenttéavatási határozatát hirdette ki.

## Szenttéavatási határozatok
- Agostino Tchao és társai, kínai vértanúk
- Cristóbal Magallanes és 24 társa papok és laikusok, vértanúk
- José María de Yermo y Parres pap és rendalapító
- Maria Giuseppa del Cuore di Gesú Sancho de Guerra rendalapító
- Caterina Maria Drexel rendalapító
- Maria Faustina Kowalska szerzetesnő

A konzisztórium során a pápa elrendelte, hogy a hat új szent 2000. április 30-án, 2000. május 21-én és 2000. október 1-én kerüljön fel a szentek névsorába.